# Armands Ližbovskis
Armands Ližbovskis (født 18. november 1968) er en lettisk paralympisk atlet i F13-klassen, hvilket betyder, at han kan genkende konturer på en afstand af to til seks meter, og han har et synsfelt på mere end fem grader og mindre end tyve grader.
Ližbovskis har deltaget ved tre paralympiske lege. Ved Sommer-PL 1992 i Barcelona deltog han i 100-meter-løb, 200-meter-løb, længdespring og trespring. Ved Sommer-PL 1996 i Atlanta deltog han igen i 100 meter, 200 meter, længdespring og trespring. De bedste resultater opnåede han dog ved Sommer-PL 2000 i Athen, hvor han deltog i 100 meter, 200 meter og vandt en bronzemedalje i længdespring.